# Furacão 2000
Furacão 2000 é uma produtora e gravadora carioca que produz coletâneas e shows de funk carioca e a principal responsável pela divulgação do funk carioca nos anos 1990 e a popularização do gênero pelo país, que é uma variação do Miami Bass.

## Histórico
A história da produtora teve início após a fusão de duas equipes de som na década de 1970: a Som 2000, de Rômulo Costa e a Guarani 2000, de Gilberto Guarani. Inicialmente realizava bailes de soul e funk.

## Anos 90
Nessa época as letras do funk carioca falavam das dificuldades que os moradores de favelas do Rio de Janeiro passavam como a discriminação racial e social vista em todos os lugares, praças, shopping, praias, cinemas, teatro, estádio de futebol (Maracanã), e outros.
Os MC´s de sucesso desse tempo eram MC William e Duda, MC Marcinho, MC Danda e Tafarel, MC Galo, Mr. Catra, MC Vinícius e Andinho, Claudinho & Buchecha, Márcio e Goró, MC Mascote, MC Suel e Amaro, MC Teco e Buzunga, (hoje Mano Teko) Latino, MC Marquinhos e Dollores, Força do Rap, MC Márcio e Vitor, MC Pixote, MC Júnior e Leonardo, Cidinho & Doca e outros.
O funk carioca apresentava um discurso contra as brigas nos bailes funk, o chamado "corredor", formados por pessoas que se denominavam fazer parte do lado A e do lado B, e que assim se organizavam e brigavam.
As letras falavam ainda das revistas policiais que os jovens moradores de favelas passavam em público, e que nessa época era visto como arma político-ideológica, além de temas relacionados ao amor (funk melody).

## Anos 2000
As músicas mais famosas produzidas neste período tomaram uma direção diferente das criadas na década anterior, com uma conotação mais sexual, letras ora de duplo sentido, relatando posições sexuais, ora dizendo explicitamente palavras de baixo calão. Nestas canções as dificuldades da população da favela são postas um pouco à parte e toma vigor a visão do baile funk como reunião social para paquera, namoro e flerte. O envolvimento com o tráfico é ignorado.
Um grupo que pode ser considerado como divisor de águas deste período é o Bonde do Tigrão, com músicas que reúnem bem as características supracitadas, como Cerol na Mão, Só as Cachorras, Tchutchuca e etc. Com estas e outras canções, o grupo alcançou projeção nacional.
Com o sucesso do Bonde do Tigrão vários outros grupos surgiram, seguindo praticamente a mesma linha, como Bonde do Vinho, Os Magrinhos, Os Hawaianos, Os Ousados e Bonde dos Prostitutos. Valendo ressaltar que, o estilo não possui nome próprio, tomando "emprestado" o funk de James Brown.
Apesar do surgimento de grupos com coreografias criativas e por vezes engraçadas, os tradicionais MCs continuam seguindo. Alguns nomes como MC Serginho (com sua parceira artística Lacraia), Mr. Catra, MC Colibri, MC Frank, Rick Joe, MC Tikão, MC Smith, MC Jefinho BH, Márcio G, MC Menor do Chapa e MC Marcinho (que também fez sucesso na década de 1990) são alguns destaques nos Anos 2000.
Nessa década passou a haver uma participação maior das mulheres no funk carioca. Alguns grupos como As Danadinhas, Gaiola das Popozudas, MC Bola de Fogo e as Foguentas, ou MCs como Tati Quebra-Barraco, MC Sabrina, e Perlla chegam às paradas de sucesso. As músicas destas costumam falar sobre o lado sensual dos bailes funk pela visão feminina, a liberação sexual das mulheres e relacionamentos amorosos de um modo geral. Temas como "quem paga o motel sou eu", "vou chifrar o seu marido", "amantes vs. fiéis", são comuns.
Se antes a embaixadora do Funk na TV Globo era a apresentadora Xuxa, nesta década é Luciano Huck que toma esse papel. Vários artistas do mundo da música Funk passaram por seu programa. Além da exibição de artistas, existe uma coletânea de funk carioca chamado "Pancadão do Caldeirão do Huck" com músicas de diversos cantores e grupos, entre eles MC Koringa com O Tamborzão tá Rolando e Márcio G com Pernão Sarado.
A Furacão 2000 foi o primeiro contrato de Anitta (que antes era chamada "MC Anitta") com uma canção, intitulada "Eu vou Ficar" lançada em 9 de julho de 2010.

## Programas de rádio e TV
- Na década de 1990 a Furacão 2000 ocupava a grade da Rede CNT. .[10][16]
- Em 2002 a Ex BBB Cris Mota começou a apresentar os bailes da Furacão 2000  Programa da Furacão 2000 na TV e no rádio  Cris Mota ex BBB
- A Furacão 2000 tinha um programa diário (antes semanal) que ia ao ar de segunda a sexta na Band Rio (apenas para o Rio de Janeiro) com a apresentação de Rômulo Costa e Priscila Nocetti.

O Programa é inspirado no programa norte-americano Soul Train.
- Na rádio 107 FM diariamente das 8 da manhã até meia noite (de segunda a sábado das 15:00 às 17:00 em conjunto com a Rádio Transamérica do Rio de Janeiro) a programação dirigida pela Furacão 2000, sucessos de artistas variados do funk carioca.
- Na RedeTV! tinha o mesmo programa, mas semanal e ia ao ar para todo Brasil (São Paulo, Rio de Janeiro, Belo Horizonte, Recife, Fortaleza e Via Satélite por parabólica) todos os sábados das 15h00 às 15h30.
- Na rádio FM O Dia de segunda a sexta das 16h00 às 17h00.
- Em 2015, Romulo Costa lança sua mais nova rádio, intitulada Top Rio FM, nos 104.5, no lugar da Família FM, porém, nove meses depois, a rádio é retirada do ar.
- No dia 2 de junho de 2017, a Furacão 2000 retorna ao rádio com sua mais nova rádio Top Rio 97,1 FM, com o programa Clima dos Bailes, transmitido de segunda a segunda das 15h até às 18h. Aos domingos o programa é dedicado aos funks antigos.

## Álbuns lançados
- 27 Anos Nacional
- 28 Anos Nacional - O…
- 30 Anos Nacional
- 30 Anos Nacional - Vol. 2
- Caravana da Verônica Costa
- Gigante 1
- Gigante II
- Furacão Mania
- O Som Das Popozudas
- Pancadão Techno Funk
- Pior Que o Bicho Papão
- Priscila Nocetti Apresenta as 14 + da Furacão 2000
- The Best of Furacão 2000
- The Best of Furacão 2000 - Vol. 2
- Furacão 2000 - Tornado Muito Nervoso
- Furacão 2000 - Tornado Muito Nervoso 2
- Furacão 2000 - Tornado Muito Nervoso 3
- Furacão 2000 Twister
- Twister Techno Funk
- DVD Furacão 2000 Twister: Só Pra Esculachar
- Furacão As Antigas
- Clássicos do Funk
- Menor do chapa
- 2006- Tsunami I
- 2007- Tsunami II
- 2008- Top Furacão 2000
- 2008 - Tsunami III
- 2009-Clima dos bailes
- 2009 - Tsunami IV
- 2010 -Armagedon
- 2011- Armagedon II
- 2012- Armagedon III
- 2013- Infinity Poder
- 2014- Funk de verdade(último DVD lançado)